# Sayf al-Dîn Bâkharzî

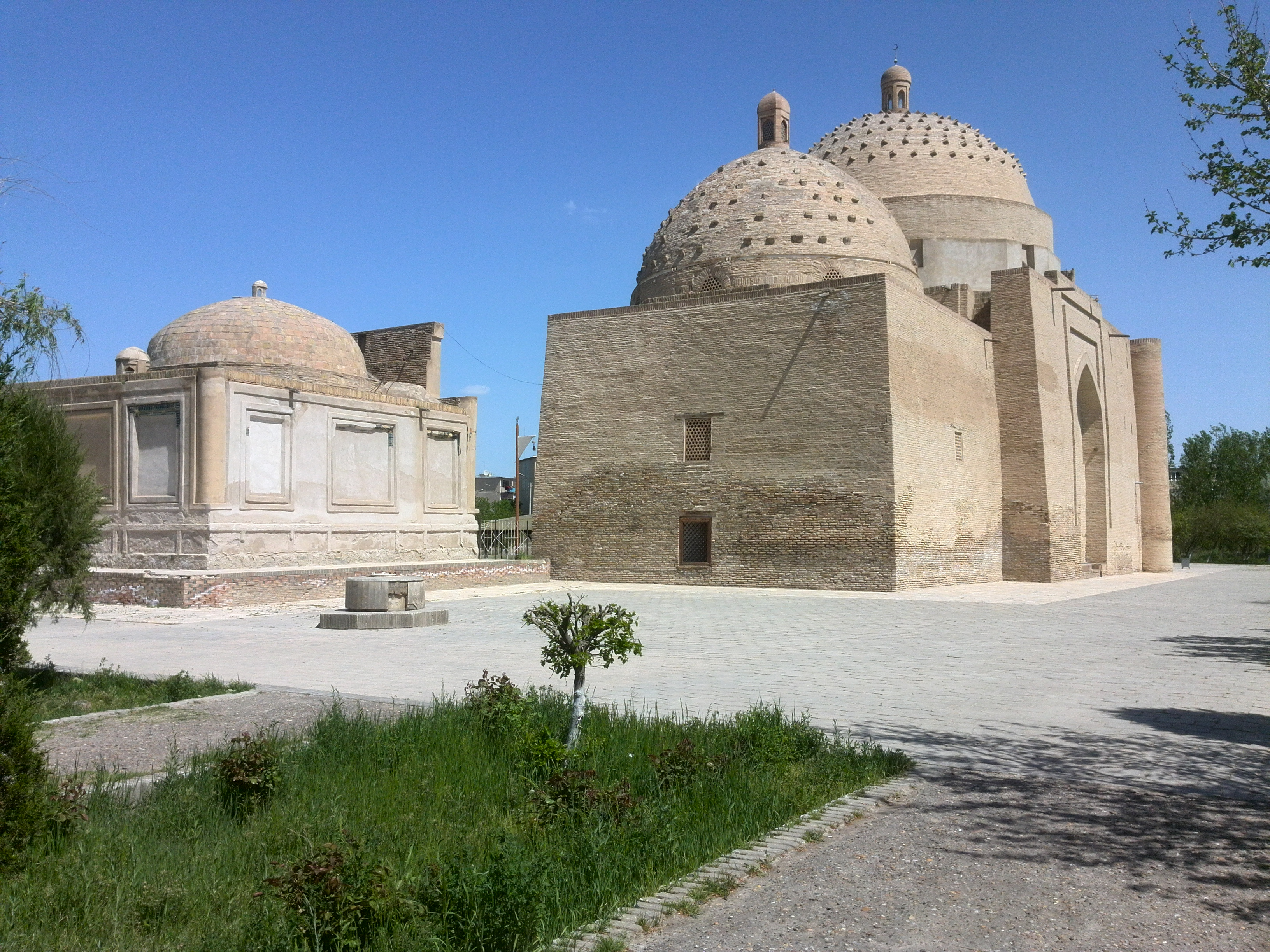
Mausolée de Sayf al-Dîn Bâkharzî

Sayf al-Dîn Bâkharzî (en persan : سيف الدين الباخرزى ) est un maître soufi persan, membre de la voie Kubrâwiyya. Il est mort en 1260.

## Biographie
Il est un disciple immédiat de Najm al-Dîn Kubrâ, et fait partie des douze disciples ayant été autorisés nommément à enseigner la voie spirituelle:
« Ceci est écrit par Ahmad ibn 'Umar ibn Muhammad ibn 'Abdallah al-Sûfî al-Khiwaqî. A reçu de ma main l'investiture du manteau l'enfant le guide et le gnostique Sayf al-Dîn, honneur de l'islâm, initiateur de la communauté mystique, preuve pour les itinérants, Abû'l-ma'âlî Sa'îd ibn al-Mutahhar ibn Sa'îd ibn 'Alî al-Bâkharzî après avoir rectifié son aspiration. »
Sayf al-Dîn Bâkharzî, devenu maître à son tour, fut envoyé par Najm al-Dîn Kubrâ à Bukhârâ où il dirigea un khanqah. C'est par son intermédiaire que Berke, petit-fils de Gengis Khan, devint le premier dirigeant de la Horde d'Or à se convertir à l'islam.
Sayf al-Dîn Bâkharzî eut parmi ses disciples, Mahmûd-i Ushnuwî et Badr al-Dîn Samarqandî Firdawsî, fondateur de la confrérie Firdawsiyya, une des branches de la Kubrâwiyya établie en Inde.

## Œuvre
Un de ses ouvrages dont il ne reste qu'un fragment s'intitule Kitâb al-waqâ'i'. Il est rédigé en arabe. Sayf al-Dîn Bâkharzî y décrit les expériences visionnaires qu'il eut au côté de son maître à Khârazm. En langue persane, il a composé un traité portant sur l'amour, la Risâla-yi 'ishq, ainsi qu'un grand commentaire des noms de Dieu, dont il reste deux manuscrits.
On trouve également un recueil de quatrains mais dont l'attribution est incertaine pour plusieurs d'entre eux. Il s'agit des Rubâ'iyyat-i Bâkharzî.